# Pimpla cameronii
Pimpla cameronii là một loài tò vò trong họ Ichneumonidae.